# Everybody’s Everything (альбом)
| Совокупная оценка | Совокупная оценка |
| Источник          | Оценка            |
| ----------------- | ----------------- |
| AnyDecentMusic?   | 6.6/10            |
| Metacritic        | 70/100            |
| Оценки критиков   |                   |
| Источник          | Оценка            |
| AllMusic          | [ 4 ]             |
| Clash             | 8/10              |
| NME               | [ 6 ]             |
| Pitchfork         | 7.4/10            |
| Rolling Stone     | [ 8 ]             |

Everybody’s Everything — дебютный сборник американского рэпера Lil Peep. Релиз состоялся 15 ноября 2019 года на лейбле Columbia Records, на вторую годовщину со дня его смерти. Альбом был анонсирован 1 ноября 2019 года, в 23-й день рождения рэпера. Альбом был выпущен вместе с одноименным документальным фильмом. В ноябре 2019 года в Нью-Йорке и Лос-Анджелесе прошло несколько поп-ап мероприятий. В поддержку альбома были выпущены синглы: «Moving On», «Belgium» и «When I Lie». Эти три песни были выпущены в качестве мини-альбома Goth Angel Sinner 31 октября 2019 года. А также перевыпущены синглы «Keep My Coo», «Ghost Boy», «Live Forever» и «Liar»

## Предыстория
В альбоме представлена коллекция новых и ранее не издававшихся треков. Новые треки, размещённые в соавторстве с Gab3, а также сольная песня «Princess», в то время как в ранее выпущенные треки входят: «Cobain» и «Walk Away as the Door Slams» с микстейпа Hellboy и «Witchblades» из мини-альбома Castles II, спродюсированный Bighead, и все три трека из мини-альбома Goth Angel Sinner. Частый продюсер и соавтор песен Lil Peep Bighead спродюсировал переизданные треки «witchblades» и «Liar», а также новый трек «AQUAFINA» с участием Rich the Kid. В пресс-релизе альбом описывался как «любовно-кураторская коллекция песен с карьеры Lil Peep».

## Список треков
| №                   | Название                                                              | Продюсер(ы)                                            | Длительность |
| ------------------- | --------------------------------------------------------------------- | ------------------------------------------------------ | ------------ |
| 1.                  | «Liar»                                                                | Bighead, Fish Narc                                     | 2:52         |
| 2.                  | «AQUAFINA» (при участии Rich the Kid)                                 | Bighead                                                | 3:02         |
| 3.                  | «RATCHETS» (при участии Lil Tracy)                                    | Дипло                                                  | 3:12         |
| 4.                  | «Fangirl» (при участии Gab3)                                          | Fish Narc Better Off Dead                              | 2:06         |
| 5.                  | «LA to London» (при участии Gab3)                                     | Fish Narc Better Off Dead                              | 3:18         |
| 6.                  | «Rockstarz» (при участии Gab3)                                        | Fish Narc Better Off Dead                              | 2:17         |
| 7.                  | «Text Me» (при участии Era)                                           | Era Bagelboi Pharaoh Vice                              | 2:25         |
| 8.                  | «PRINCESS»                                                            | Cold Hart                                              | 4:10         |
| 9.                  | «Moving On»                                                           | Fish Narc                                              | 3:23         |
| 10.                 | «Belgium»                                                             | Fish Narc                                              | 4:00         |
| 11.                 | «When I Lie»                                                          | Fish Narc                                              | 3:57         |
| 12.                 | «I’ve Been Waiting» (Оригинальная версия) (при участии iLoveMakonnen) | IIVI Brian Lee Louis Bell iLoveMakonnen Brenton Duvall | 4:34         |
| 13.                 | «Live Forever»                                                        | Brobak                                                 | 2:40         |
| 14.                 | «ghost boy»                                                           | Rozz Dyliams                                           | 2:11         |
| 15.                 | «Keep My Coo»                                                         | Big Los, Rozz Dyliams                                  | 4:26         |
| 16.                 | «white tee» (при участии Lil Tracy)                                   | Nedarb                                                 | 2:12         |
| 17.                 | «cobain» (при участии Lil Tracy)                                      | Smokeasac                                              | 2:30         |
| 18.                 | «witchblades» (совместно с Lil Tracy)                                 | Bighead Yung Cortex                                    | 2:30         |
| 19.                 | «walk away as the door slams» (acoustic) (при участии Lil Tracy)      | IIVI                                                   | 1:58         |
| Общая длительность: | Общая длительность:                                                   | Общая длительность:                                    | 57:42        |

## Чарты
| Чарт (2019)                            | Высшая позиция |
| -------------------------------------- | -------------- |
| Австралия (ARIA)                       | 55             |
| Австрия (Ö3 Austria)                   | 50             |
| Бельгия/Фландрия (Ultratop)            | 61             |
| Бельгия/Валлония (Ultratop)            | 167            |
| Канада (Canadian Albums Chart)         | 13             |
| Чехия (ČNS IFPI)                       | 97             |
| Нидерланды (Album Top 100)             | 51             |
| Финляндия (Suomen virallinen lista)    | 36             |
| Франция (SNEP)                         | 142            |
| Германия (Offizielle Top 100)          | 94             |
| Ирландия (IRMA)                        | 48             |
| Литва (AGATA)                          | 10             |
| Новая Зеландия (RMNZ)                  | 27             |
| Норвегия (VG-lista)                    | 30             |
| Швеция (Sverigetopplistan)             | 32             |
| Швейцария (Schweizer Hitparade)        | 76             |
| Великобритания (UK Albums Chart)       | 63             |
| Великобритания (UK R&B Albums Chart)   | 16             |
| США (Billboard 200)                    | 14             |
| США (Billboard Top Alternative Albums) | 2              |
| США (Billboard Top R&B/Hip-Hop Albums) | 9              |
| США (Billboard Top Rap Albums)         | 7              |

## Сертификации
| Регион                                                                      | Сертификация | Продажи |
| --------------------------------------------------------------------------- | ------------ | ------- |
| Великобритания (BPI)                                                        | Серебряный   | 60 000  |
| Данные о продажах + прослушиваниях приведены только на основе сертификации. |              |         |